# Саат кула (Тетово)
Саат кула (на македонска литературна норма: Саат кула) е бивша часовникова кула в град Тетово, Република Македония.
Кулата е построена в 1608 година от Мехмед паша от Качаник. Дава името на цялата махала – Саат махала и джамията в нея – Саат джамия. Представлявала е монументална сграда от жълт камък с квадратна основа, която преминавала в многоъгълна и завършвала с интересен покрив.
Кулата е разрушена в 30-те години на XX век от кмета Орестие Кръстич, тъй като часовникът пречел на работата на лекарите в болницата. В 2006 година започва проект за нейната реставрация с пари от Турция, но не е завършен.